# Naoto Takenaka
Naoto Takenaka (竹中 直人?, Takenaka Naoto; Yokohama, 20 marzo 1956) è un attore, regista e cantante giapponese.

## Biografia
La sua carriera nel cinema è iniziata nel 1977.

## Vita privata
È sposato con la cantante e attrice Midori Kinōchi.

## Filmografia

### Regista
- Munō no Hito (1991)
- 119 (1994)
- Tōkyō Biyori (1997)
- Rendan (2001)
- Sayonara Color (2005)
- Yamagata Scream (2009)

### Attore
- Yari no Gonza, regia di Masahiro Shinoda (1986)
- Fanshî dansu, regia di Masayuki Suô (1989)
- Hiruko the Goblin, regia di Shin'ya Tsukamoto (1991)
- Shiko funjatta (Sumo Do, Sumo Don't), regia di Masayuki Suo (1992)
- Rampo, regia di Rintaro Mayuzumi, Kazuyoshi Okuyama (1994)
- East Meets West, regia di Kihachi Okamoto (1995)
- Gonin, regia di Takashi Ishii (1995)
- Sharaku, regia di Masahiro Shinoda (1995)
- Tokyo Fist, regia di Shin'ya Tsukamoto (1995)
- Toire no Hanako-san, regia di Jōji Matsuoka (1995)
- Vuoi ballare? - Shall We Dance? (Shall we dansu?), regia di Masayuki Suo (1996)
- Young Thugs: Nostalgia, regia di Takashi Miike (1998)
- The Perfect Education, regia di Ben Wada (1999)
- Ley Lines, regia di Takashi Miike (1999)
- Sanmon yakusha, regia di Kaneto Shindō (2000)
- Perfect Education 2: 40 Days of Love, regia di Yôichi Nishiyama (2001)
- Agitator, regia di Takashi Miike (2001)
- The Happiness of the Katakuris, regia di Takashi Miike (2001)
- Waterboys, regia di Shinobu Yaguchi (2001)
- Perfect Education 3, regia di Sam Leong (2002)
- Ping Pong, regia di Fumihiko Sori (2002)
- Water Boys - serie TV, (2003)
- Perfect Education 5: Amazing Story, regia di Masahiro Kobayashi (2003)
- Perfect Education 4: Secret Basement, regia di Toshiyuki Mizutani (2003)
- Good Luck!! - serie TV, (2003)
- Azumi, regia di Ryūhei Kitamura (2003)
- Swing girls, regia di Shinobu Yaguchi (2004)
- Sayonara Color, regia di Takenaka Naoto (2005)
- Catch a Wave, regia di Takahashi Nobuyuki (2006)
- Ō-oku - Il film, regia di Tōru Hayashi (2006)
- The School of Water Business, regia di Miki Koichiro (2006)
- Nodame Cantabile - serie TV, (2006)
- Taiyō no uta - serie TV, (2006)
- First Kiss - serie TV, (2007)
- Anata o wasurenai, regia di Junji Hanadō (2007)
- 4 Shimai Tantei Dan, regia di Tsunehiro Jouta, Shinjo Takehiko, Ikezoe Hiroshi (2008)
- Boku no kanojo wa cyborg, regia di Kwak Jae-yong (2008)
- Tokyo!, regia di Michel Gondry (2008)
- 20th Century Boys 1: Beginning of the End, regia di Yukihiko Tsutsumi (2008)
- Kurosagi, regia di Ishii Yasuharu (2008)
- 20th Century Boys 3: Redemption, regia di Yukihiko Tsutsumi (2009)
- Kami no shizuku - serie TV, (2009)
- La vendetta del dragone (San suk si gin), regia di Derek Yee (2009)
- RoboGeisha, regia di Noboru Iguchi (2009)
- Freeter, ie o kau. - serie TV, (2010)
- Mutant Girls Squad, regia di Noboru Iguchi (2010)
- Perfect Education: Maid, for You, regia di Kenta Fukasaku (2010)
- Boss 2 - serie TV, (2011)
- Bartender - serie TV, (2011)
- xxxHOLiC - serie TV, (2013)
- Chocolatier - Cioccolata per un cuore spezzato - serie TV, (2014)
- Yōkoso, wagaya e - serie TV, (2015)
- Samurai Gourmet (Nobushi no gurume) - serie TV, (2016)
- Cain and Abel - serie TV, (2016)
- Manhunt, regia di John Woo (2017)
- Temple, regia di Michael Barrett (2017)
- Samurai Marathon - I sicari dello shogun (サムライマラソン?), regia di Bernard Rose (2019)

### Doppiatore

#### Cinema
- Pokémon 3 - L'incantesimo degli Unown (2000) - Entei, Dottor Shurī
- L'era glaciale (2002) - Diego (doppiaggio giapponese)
- Ghost in the Shell 2 - Innocence (2004) - Kimu
- Shrek 2 (2004) - Puss in Boots (doppiaggio giapponese)
- L'era glaciale 2 - Il disgelo (2006) - Diego (doppiaggio giapponese)
- Sword of the Stranger (2007) - Kachū
- Shrek terzo (2008) - Puss in Boots (doppiaggio giapponese)
- The Sky Crawlers - I cavalieri del cielo (2008) - Master
- L'era glaciale 3 - L'alba dei dinosauri (2009) - Diego (doppiaggio giapponese)
- One Piece - Avventura sulle isole volanti (2009) - Shiki
- Dead Dead Demon's Dededededestruction (2024) - Capo degli invasori

#### Videogiochi
- Ryū ga Gotoku Kenzan! (PlayStation 3, SEGA, 2008) - Nagayoshi Marume
- Binary Domain (PlayStation 3, Xbox 360, Microsoft Windows, SEGA, 2012) - Amada
- Nioh 2 (PlayStation 4, PlayStation 5, Microsoft Windows, Koei Tecmo Games, 2020) - Tokichiro
- D4DJ Groovy Mix (iOS, Android, Bushiroad International Pte Ltd, 2020) - Dennojo Inuyose

## Discografia

### Singoli
- Postman Pat no Uta (1994)
- Dokutoku-kun (1995)
- Deka Melon (1997)
- Kimi ni Hoshi ga Furu (1997)
- Nichiyōbino Shokuji (1998)

### Album
- Kawatta Katachi no Ishi (1984)
- Naoto Takenaka no Kimi to Itsumademo (1995)
- Merci Boku (1995)
- Merci Boku, Unpeu Boku ~ Live in Japan (1995)
- Eraserhead (1996)
- Kuchibue to Ukulele (2000)

## Riconoscimenti
- 1991

Blue Ribbon Awards miglior attore (Munō no Hito)
Hochi Film Award Debutto dell'anno (Munō no Hito)
Venice Film Festival Premio FIPRESCI (Munō no Hito)
- 1992

Awards of the Japanese Academy al miglior attore non protagonista (Shiko Funjatta)
- 1995

Awards of the Japanese Academy al miglior attore non protagonista (East Meets West)
- 1996

Awards of the Japanese Academy al miglior attore non protagonista (Shall We Dance?)